# لنفوسیت تی نامتغیر وابسته به مخاط
لنفوسیت تی نامتغیر وابسته به مخاط (انگلیسی: Mucosal associated invariant T cell) یا به اختصار «سلول‌های MAIT» گروهی از لنفوسیت‌های تی در دستگاه ایمنی بدن انسان هستند که از خود خواص شبه اثرپذیری در دستگاه ایمنی ذاتی نشان می‌دهند. این سلول‌ها در خون، کبد، ریه‌ها و غشاء مخاطی یافت می‌شوند و علیه فعالیت‌های میکروبی و عفونت‌ها مبارزه می‌کنند. پروتئین‌های مرتبط با مجموعه سازگاری بافتی اصلی کلاس یک مسئولیت دارند تا متابولیت‌های ویتامین‌های گروه ب را که توسط باکتری‌ها ساخته می‌شوند، به این نوع لنفوسیت‌ها ارائه کرده و آنها را فعال کنند. پس از ارائه کردن اجسام خارجی توسط MR1، سلول‌های MAIT شروع به ترشح سیتوکینی پیش‌التهابی می‌کنند و قادرند سلول‌های آلوده‌شده به باکتری را تجزیه کنند. البته سلول‌های MAIT توسط سیگنال‌های غیر وابسته به MR1 هم ممکن است فعال شوند. این سلول‌ها قادر به حمایت از پاسخ‌خای ایمنی تطبیقی هم هستند یک فنوتیپ شبیه به لنفوسیت تی خاطره دارند. علاوه بر اینها، سلول‌های MAIT احتمالاً در بروز برخی بیماری‌های خودایمنی نظیر ام‌اس، آرتریت‌ها (مثلاً روماتیسم مفصلی و لوپوس منتشر) و بیماری التهابی روده هم نقش دارند، اما مدارک قطعی در این‌باره هنوز منتشر نشده‌است.
همچون سایر انواع لنفوسیت‌های تی، سلول‌های MAIT نیز در تیموس ساخته می‌شوند و در حدود ۵٪ از جمعیت کلی لنفوسیت‌های تی را تشکیل می‌دهند.